# سیارک ۱۸۱۱۱
سیارک ۱۸۱۱۱ (به انگلیسی: 18111 Pinet، نامگذاری:2000NB14) هجده هزار و صد و یازدهمین سیارک کشف شده‌است که در ۵ ژوئیه ۲۰۰۰ کشف شد.
قدر مطلق سیارک برابر ۱۴.۱ است.